# Heroes of the Pacific
Heroes of the Pacific (в локализации «Герои воздушных битв») — компьютерная игра в жанре авиасимулятора, разработанная компанией Transmission Games и изданная Ubisoft и Codemasters в 2005 году для платформ Windows, PlayStation 2 и Xbox.

## Сюжет
Сюжет охватывает 26 миссий, место действия — тихоокеанский театр военных действий времён Второй мировой войны, начиная с атаки на Пёрл-Харбор.

## Геймплей
Существует шесть режимов игры: кампания, быстрое сражение, миссии, исторические сражения, лётная школа и мультиплеер. Один или два игрока могут одновременно играть на консоли или до восьми игроков могут играть в сети через Xbox Live или с помощью PlayStation 2 с сетевым адаптером.
Существуют две разные схемы управления полетами самолётов: аркадный и профессиональный. Аркадная схема управления позволяет упростить управление самолётом с помощью единственного джойстика с автоматическими рулями, а элементы профессионального управления предлагают раздельное управление тангажем, креном и рысканием самолёта.
Heroes of the Pacific также предлагает несколько уровней сложности: новичок, пилот, ветеран и ас. Выполнение миссий на более высокой сложности открывает больше самолётов и награждает игрока большим количеством очков улучшения, которые можно использовать для обновления разблокированного самолёта после выполнения миссий.
В игре представлены известные самолёты, такие как: P-40 Warhawk, P-51 Mustang, F4U Corsair, P-47 Thunderbolt и ряд японских и немецких самолётов Второй мировой войны, включая несколько самолётов которые не поставили на производство, таких как: Blohm & Voss BV P.215 и J7W Shinden .

## Рецензии и оценки
| Сводный рейтинг | Сводный рейтинг | Сводный рейтинг | Сводный рейтинг |
| Издание         | Оценка          | Оценка          | Оценка          |
| Издание         | PC              | PS2             | Xbox            |
| --------------- | --------------- | --------------- | --------------- |
| GameRankings    | 75,42 %         | 76,81 %         | 76,86 %         |